# 서포터 (비디오 게이밍)
서포터는 비디오 게임 등에서 아군들에게 이로운 하수인 소환이나 그밖의 아군들을 위한 각종 지원을 하는 캐릭터 역할군을 가리키는 단어이다. 딜러나 힐러와 같이 조합되는 경우가 많으며 유틸이라고 부르기도 한다.

## 능력
서포터는 아군들에게 상태 강화 효과를 부여하여 아군들의 능력치를 더욱 끌어들이는 역할을 주로 수행한다.

## 서포터의 종류
다음은 서포터의 종류들에 대해 나열하는 분류이다.
- 하수인 소환:아군들에게 하수인을 소환하는 캐릭터이다.
- 아군들의 공격력 강화:아군들의 공격력을 강화시켜주는 캐릭터이다.
- 아군들의 방어력 강화:아군들의 방어력을 강화시켜주는 캐릭터이다.

## 같이 보기
- 비디오 게임
- 캐릭터 클래스